# Столбун, Пётр Васильевич
Пётр Васильевич Столбун (24 декабря 1906, Великие Гуляки, Сквирский уезд, Киевская губерния, Российская империя — 21 ноября 1964, Киев, УССР, СССР) — старшина Рабоче-Крестьянской Красной Армии, участник Великой Отечественной войны, полный кавалер ордена Славы, лишён всех званий и наград после окончания войны в связи с уголовным делом по хищению имущества.

## Жизнеописание
Пётр Столбун родился в 1906 году в селе Великие Гуляки Сквирского уезда Киевской губернии Российской империи (ныне — Фастовский район Киевской области Украины) в семье православных христиан, казаков-украинцев и русинов (русских) Киевщины с деда-прадеда.
Окончил семь классов фастовской неполной средней школы. Проживал и работал в Соликамске. В августе 1941 года Столбун был призван на службу в Рабоче-крестьянскую Красную Армию. Принимал участие в боях на Южном, Юго-Западном, Белорусском, 1-м Украинском фронтах. К апрелю 1944 года старший сержант Столбун был наводчиком САУ «ИСУ-152».
2-30 апреля 1944 года во время Проскуровско-Черновицкой операции экипаж Столбуна поддерживал своим огнём наступление стрелковых частей. 24 апреля у деревни Черемхув Коломыйского района Ивано-Франковской области Украинской ССР экипаж уничтожил 3 немецких танка и рассеял около батальона немецкой пехоты. 25 мая 1944 года Столбун был награждён орденом Славы 3-й степени.
14 июля — 2 августа 1944 года во время Львовско-Сандомирской операции старшина Столбун, уже командир САУ, уничтожил более 130 немецких солдат и офицеров, 3 огневые точки, 2 танка «Тигр», а также подавил огонь вражеской батареи миномётов. Во время одного из боёв Столбун под вражеским огнём лично исправил повреждение машины и продолжил сражаться. 13 августа 1944 года он был награждён орденом Славы 2-й степени.
15-21 января 1945 года экипаж Столбуна успешно поддерживал действия частей 160-й стрелковой дивизии, благодаря чему был освобождён ряд населённых пунктов Свентокшиского воеводства Польши. В тех боях экипаж уничтожил 4 танка, 8 бронетранспортёров, 12 артиллерийских орудий, около 150 солдат и офицеров противника, а также подавил огонь 3 батарей миномётов.
Указом Президиума Верховного Совета СССР от 10 апреля 1945 года за «образцовое выполнение боевых заданий командования на фронте борьбы с немецкими захватчиками и проявленные при этом доблесть и мужество» гвардии старшина Пётр Столбун был награждён орденом Славы 1-й степени.
После окончания войны Столбун был демобилизован. Проживал и работал в городе Чердынь, работал заведующим перевалочной базой Чердынской судоверфи и одновременно — экспедитором ОРСа (отдела рабочего снабжения) той же судоверфи. В 1951 года ревизия, проведённая на складах ОРСа, выявила крупную недостачу. Вину свою Столбун не признал, ему было предъявлено обвинение в хищении государственного имущества. В июне 1952 года линейный суд Камско-Вятско-Бельского бассейна признал его виновным и приговорил к 12 годам лишения свободы.
Указом Президиума Верховного Совета СССР от 26 декабря 1952 года Столбун был лишён всех званий и наград.
После освобождения проживал в Киеве. Умер 21 ноября 1964 года, похоронен на Дарницком кладбище Киева.